# Morris Chestnut
Morris L. Chestnut (Cerritos, 1 de janeiro de 1969) é um ator americano de cinema e televisão.

## Filmografia
- Boyz n the Hood (1991)
- The Last Boy Scout (1991)
- Out All Night (1992) (TV)
- In the Line of Duty: Street War (1992)
- The Ernest Green Story (1993) (TV)
- The Inkwell (1994)
- Under Siege 2: Dark Territory (1995)
- Higher Learning (1995)
- G.I. Jane (1997)
- Firehouse (1997) (TV)
- C-16: FBI (1997-1998) (TV)
- The Best Man (1999)
- The Brothers (2001)
- Two Can Play That Game (2001)
- Scenes of the Crime (2001)
- The Killing Yard (2001) (TV)
- Like Mike (2002)
- Half Past Dead (2002)
- Confidence (2003)
- Breakin' All the Rules (2004)
- Anacondas: The Hunt for the Blood Orchid (2004)
- Ladder 49 (2004)
- The Cave (2005)
- The Game Plan (2007)
- The Perfect Holiday (2007)
- Prince of Pistols (2008)
- Not Easily Broken (2009)
- V (2009) (TV)
- Love in the Nick of Tyme (Peça)
- Kung Fu Panda: The Kaboom of Doom (2011)
- American Horror Story (2011)
- Think Like a Man (2012)
- Kick-Ass 2 (2013)
- The Best Man Holiday (2013)
- Identity Thief (2013)
- The Perfect Guy (2015)
- When The Bough Breaks (2016)

### Televisão
- Bones - Agente Ronald Oakes (2005 - ep. The Man in the Wall)
- Rosewood - Dr. Beaumont Rosewood Jr. (2015 - 2017)
- The Resident (2019 - presente)